# Montgomery Street

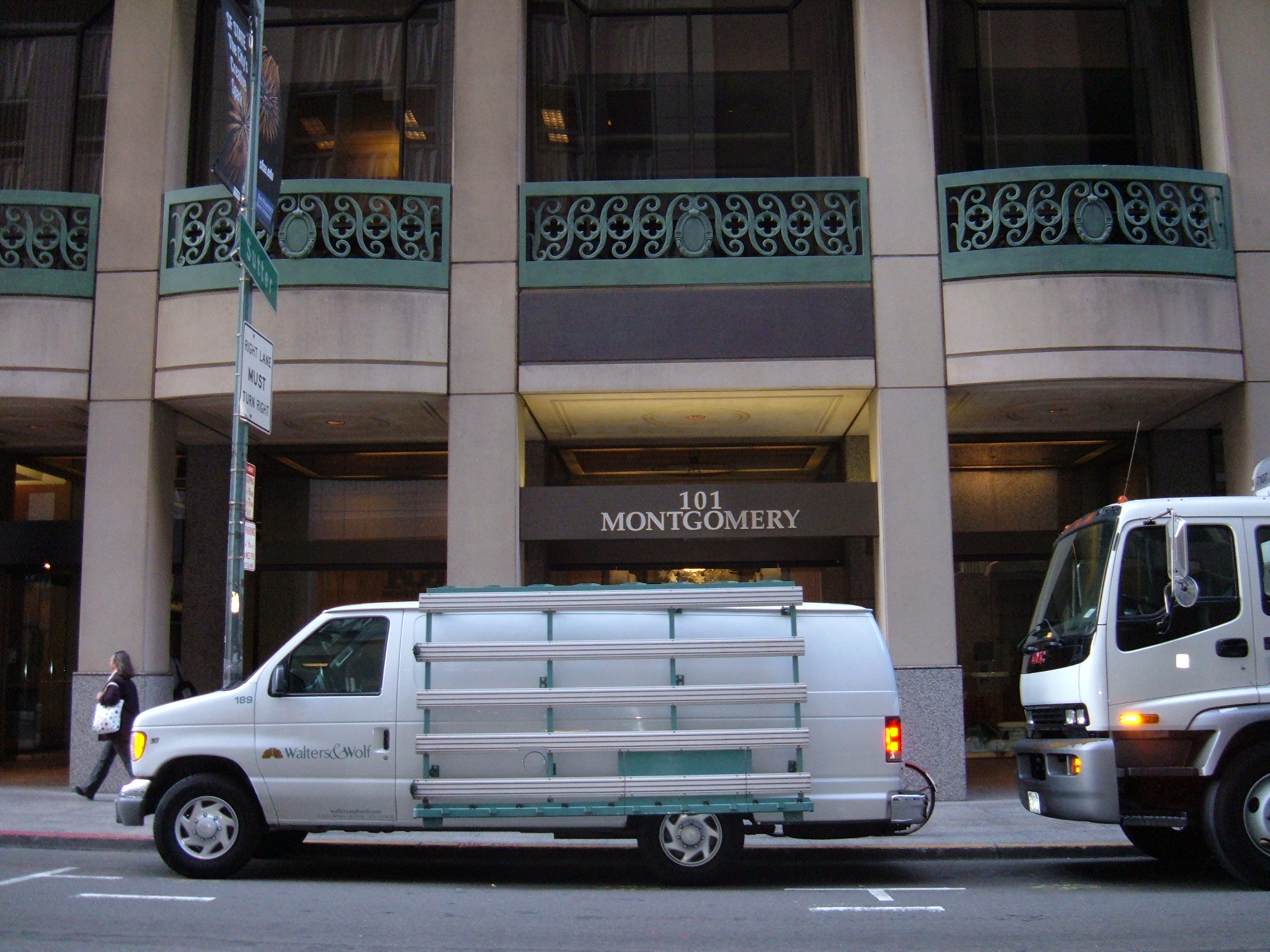
101 Montgomery Street.

Montgomery Street est une rue de San Francisco en Californie, orientée nord-sud. 

## Situation et accès
Elle parcourt environ 16 blocks (pâtés de maisons) depuis Telegraph Hill au nord, vers Market Street au sud. Au sud de Columbus Avenue, Montgomery Street traverse le Financial District, le quartier des affaires de San Francisco. 
Au sud de Market Street, la rue continue sous le nom de New Montgomery Street sur deux blocs pour se finir à Howard Street dans le district de Soma. 
Montgomery Street a été parfois nommée la « Wall Street de l'ouest », bien que ce surnom soit désormais tombé en désuétude avec l'ascension des centres financiers de Los Angeles et de Sand Hill Road, le pôle de capital risque de Silicon Valley. Le Montgomery Block, un centre littéraire et juridique, se dressait sur cette rue du début des années 1850 à la fin des années 1950, sur le site actuel de la Transamerica Pyramid, l'un des symboles architecturaux de San Francisco.
De nombreuses banques et institutions financières ont leurs locaux dans les immeubles situés sur Montgomery Street ou à proximité, notamment dans les cinq blocks entre Market Street et Sacramento Street. Le courtier boursier Charles Schwab y a son siège, ainsi que la banque Wells Fargo.
La Transamerica Pyramid se dresse à l'extrémité nord du Financial District, au carrefour de Montgomery Street et Columbus Avenue.
Montgomery Street est desservie par le réseau BART et la station de métro Montgomery Street de Muni.

## Origine du nom
Elle rend honneur à John B. Montgomery, un officier de la marine américaine. En 1846, pendant la guerre américano-mexicaine, le commandant Montgomery a hissé le drapeau américain à Yerba Buena — l'ancien nom de San Francisco — marquant ainsi le début de l'occupation américaine de la ville.

## Historique
Dans les années 1830, l'emplacement actuel de « Montgomery Street » était situé au bord de la baie de San Francisco.
L’intense spéculation foncière pendant la ruée vers l’or a créé une demande pour plus de terrains utilisables dans la ville en pleine croissance, et des falaises sablonneuses près du front de mer ont été nivelées et les bas-fonds remplis de sable (et les ruines de nombreux navires) pour créer de nouveaux terrains à bâtir. Entre 1849 et 1852, le front de mer s’est avancé d’environ quatre pâtés de maisons. [6] À l’heure actuelle, la rue Montgomery se trouve à environ sept pâtés de maisons de l’eau.
Pendant la ruée vers l'or, l'intense spéculation foncière a entraîné une forte demande de terrains dans la ville en expansion. Pour y répondre, des falaises sablonneuses près du front de mer ont été nivelées, et les bas-fonds remplis de sable (ainsi que les vestiges de nombreux navires) pour créer de nouveaux espaces constructibles. Entre 1849 et 1852, le front de mer a avancé d'environ quatre pâtés de maisons. Aujourd'hui, Montgomery Street se situe à environ sept pâtés de maisons de l'eau.